# Кострижевка
Костриже́вка (укр. Кострижівка) — посёлок в Черновицком районе Черновицкой области Украины. Административный центр Кострижевской поселковой общины

## Географическое положение
Расположен посёлок на правом берегу Днестра. На противоположном берегу находится город Залещики (Тернопольская область).

## История
Поселение известно с 1780 года.
В ходе первой мировой войны селение оказалось в зоне боевых действий, в ноябре 1918 года было оккупировано румынскими войсками. 28 июня 1940 года в составе Северной Буковины вошло в состав СССР.
После начала Великой Отечественной войны в 1941—1944 поселение было оккупировано немецко-румынскими войсками.
Посёлок городского типа с 1959 года
В 1973 году здесь действовали сахарный завод и комбинат стройматериалов.
В 1980 году здесь действовали сахарный комбинат «Крещатик», комбинат строительных материалов, цех Заставновского объединения по производству животноводческой продукции, средняя школа, больница, две библиотеки и два клуба.
В январе 1989 года численность населения составляла 2808 человек.
В июле 1995 года Кабинет министров Украины утвердил решение о приватизации находившегося здесь комбината стройматериалов, в октябре 1995 года было утверждено решение о приватизации сахарного комбината.
На 1 января 2013 года численность населения составляла 2718 человек.
8 апреля 2019 года сахарный завод сгорел.
До 2020 года посёлок входил в Заставновский район

## Транспорт
Здесь находятся железнодорожная станция на линии Тернополь — Иваново-Франковск и мост через Днестр.